# Mosquée Bibi-Khanym
La mosquée Bibi-Khanym, ou Bibi-Khanoum (en persan : مسجد بی بی خانم), est une mosquée de la ville de Samarcande, en Ouzbékistan. Elle doit son nom à l'une des femmes de Tamerlan. La construction de cette imposante mosquée intervint à partir de 1399 et s'acheva cinq ans plus tard, en 1404. 
Les chroniques du temps rapportent qu'il fallut employer cinq cents ouvriers, deux cents architectes, artisans et maçons ainsi que quatre-vingt-quinze éléphants indiens pour venir à bout des travaux.
Si la légende rapporte que cette mosquée aurait été construite sur l'ordre de l'une des femmes de Tamerlan, Bibi Khanoum (ou Bibi Khanym), afin de surprendre son époux à son retour de campagne militaire, il semble bien plus probable que cet imposant édifice ait été commandé par Tamerlan en personne. De retour d'une expédition dans le nord de l'Inde, ce dernier aurait voulu doter sa capitale d'une mosquée capable de rivaliser en splendeur avec les plus beaux édifices de la région. 
La mosquée commença très tôt à se détériorer, tant du fait des difficultés à maîtriser des techniques architecturales alors avant-gardistes que des tremblements de terre, fréquents dans la région. Elle fut durablement endommagée par le séisme de 1897, avant d'être partiellement relevée par le gouvernement soviétique en 1974. Plusieurs campagnes de restauration ont été menées depuis lors afin de préserver au mieux le sanctuaire.
La mosquée fut célébrée de tous temps par écrivains, poètes et artistes. L'historien de la cour, Cherefeddin Ali Yazdi, la décrivit en ces termes :
« Sa coupole serait unique si le ciel n'était pas sa réplique, il en serait de même pour son arc si la Voie lactée n'était pas son fidèle reflet »
De fait, elle est considérée comme l'un des monuments emblématiques d'Asie centrale. Ses dimensions sont de 167 mètres de long pour 109 mètres de large. 
Sa façade intègre un iwan monumental atteignant à lui seul une hauteur de 35 mètres de haut, entièrement orné de carreaux de céramique formant des motifs géométriques variés, ainsi que des versets coraniques. 
Elle est couronnée d'une coupole surhaussée couverte de céramique turquoise. 
Deux minarets, aujourd'hui découronnés, s'élevaient à l'origine à près de 50 mètres de hauteur.
Le mausolée Bibi-Khanym fait face à la mosquée.

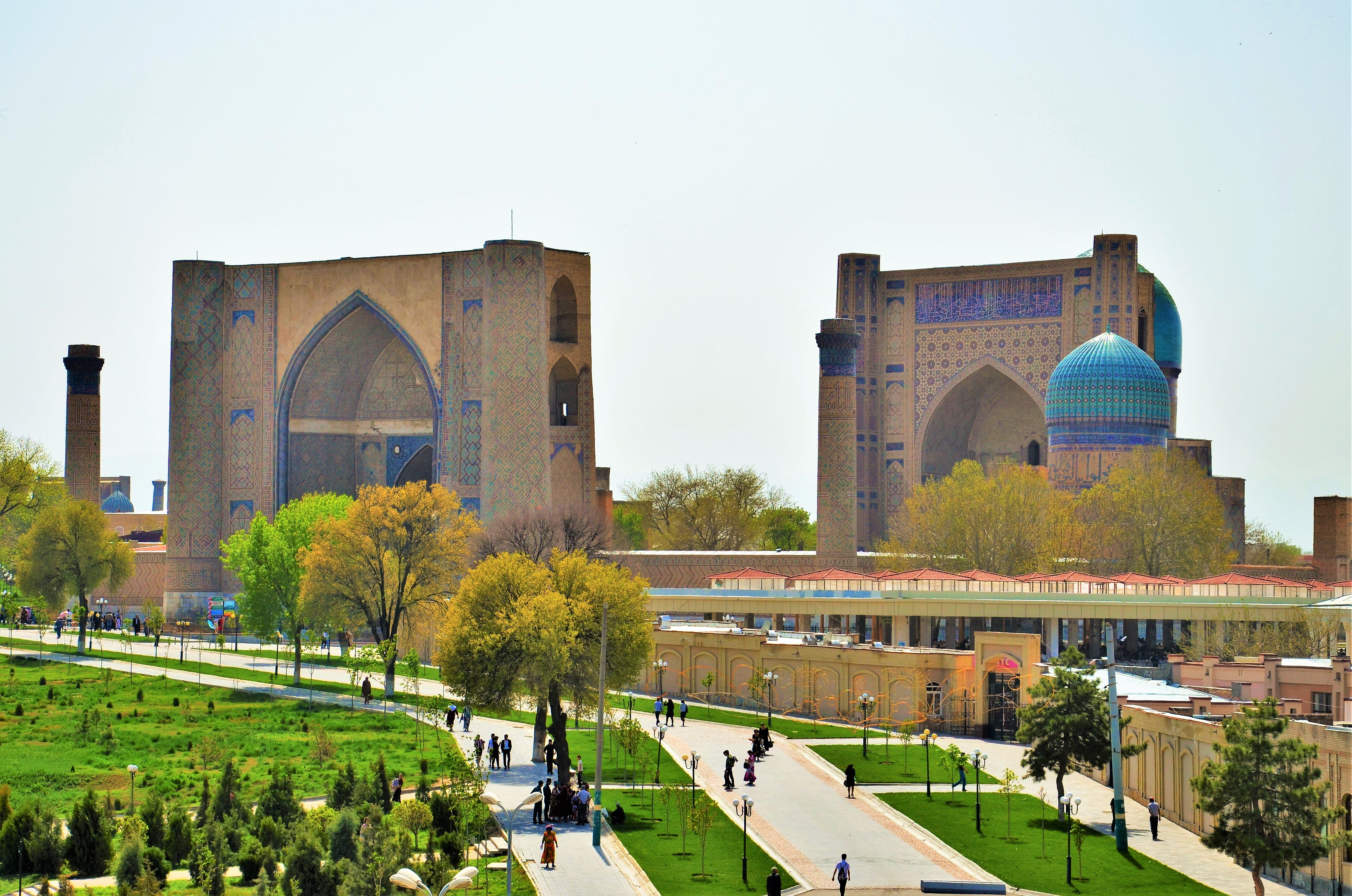
Vue générale de la mosquée
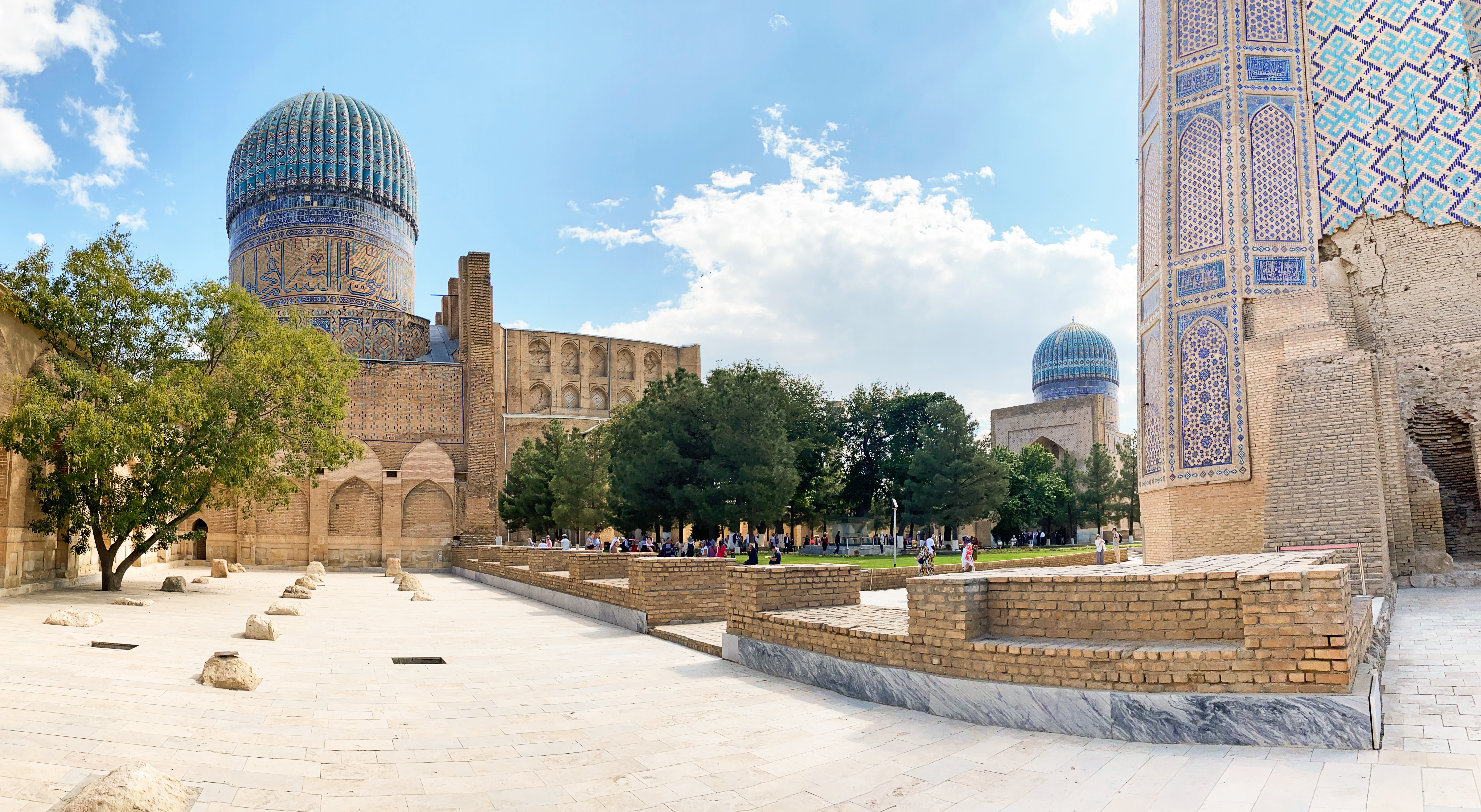
Cour intérieure de la mosquée
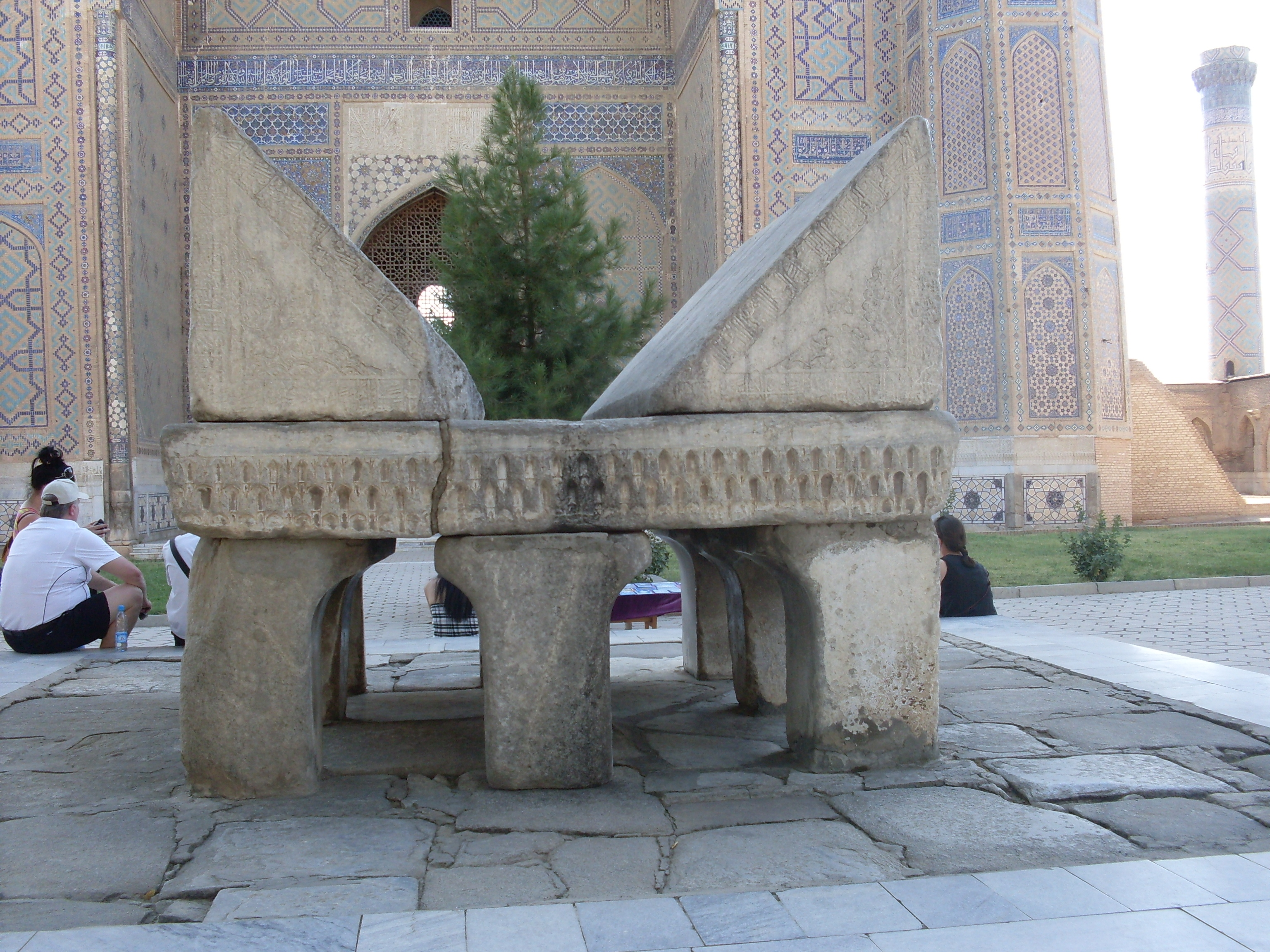
Lutrin monumental dans la cour de la mosquée
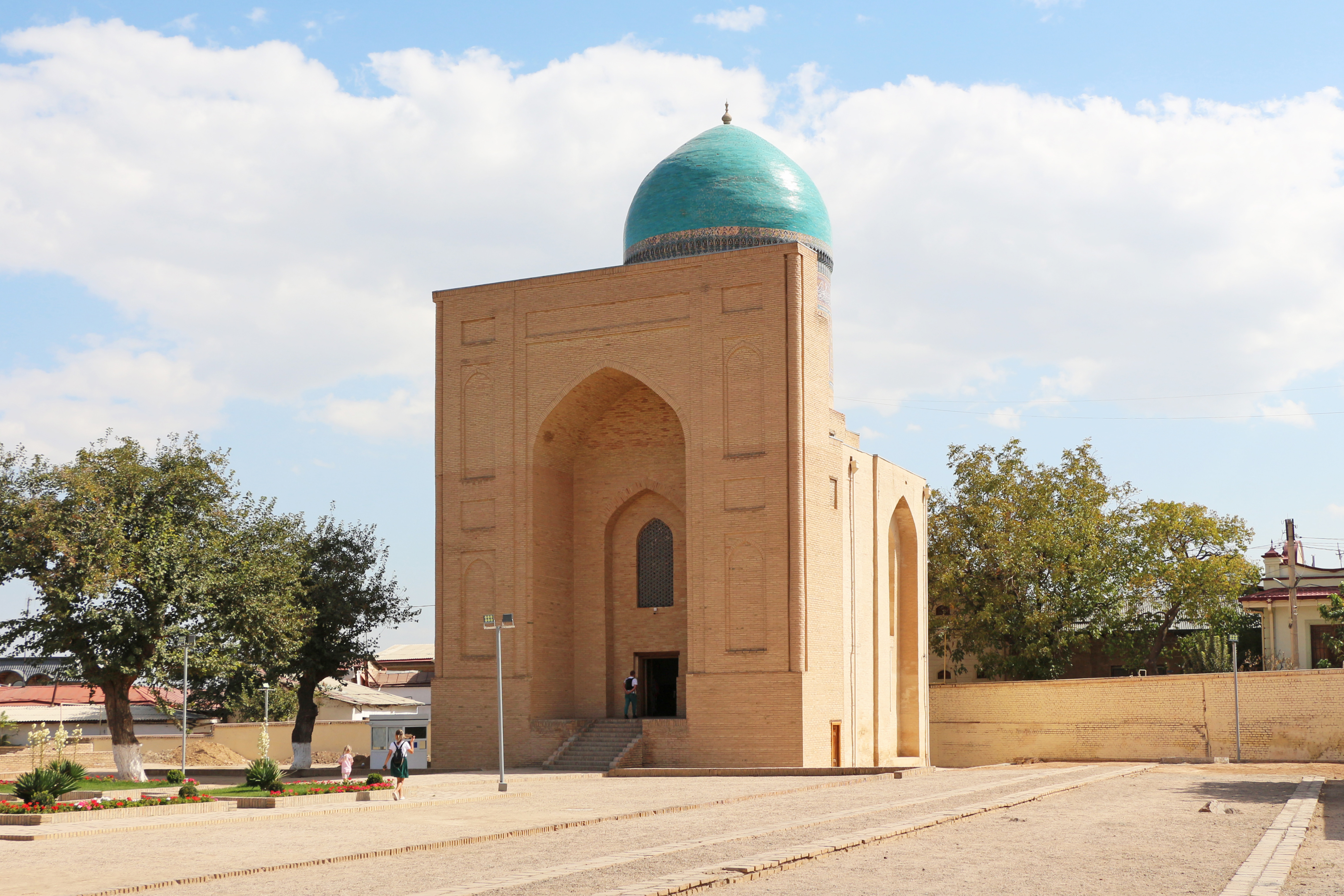
Mausolée de Bibi-Khanym, face à la mosquée